# Lervik
Lervik es una localidad ubicada en el municipio de Fredrikstad, en la provincia de Viken, Noruega. Tiene una población estimada, a inicios de 2020, de 3168 habitantes.
Está ubicada al sureste del país, cerca de la ribera oriental del fiordo de Oslo y de la frontera con Suecia.